# ラウレアーノ・サナブリア・ルイス
ラウレことラウレアーノ・サナブリア・ルイス（Laureano Sanabria Ruiz、1985年6月14日 - ）は、スペイン・マドリード出身の元サッカー選手。現役時代のポジションはDF(SB)。

## 経歴
右サイドバックを主戦場とするが、状況に応じて左サイドでもプレーする。レアル・マドリードの育成機関出身だが、プロ契約を結べず放出。3部チームでのプレーが、Bチームが3部ディビシオンに所属していたデポルティーボ・ラ・コルーニャ関係者の目に留まり、移籍。当初Bチームでプレーしていたが主力の故障などにより間もなくトップチームデビュー。以降はサイドバックの控えとして着実に出場機会を得ている。

## 所属クラブ
- レアル・マドリードC 2005-2006
- CDレガネス 2006-2007
- デポルティーボ・ファブリル 2007-2008
- デポルティーボ・ラ・コルーニャ 2007-2017
- ADアルコルコン 2017-2022
- CDアトレティコ・バレアレス 2022-2023